# Emil Bessels
Pour les articles homonymes, voir Bessels.
Emil Bessels, né le 2 juin 1847 à Heidelberg et mort le 30 mars 1888 à Stuttgart, est un zoologiste, entomologiste, médecin et explorateur badois. 
Célèbre pour son rôle controversé lors de l'expédition Polaris au pôle Nord en 1871, il est accusé du meurtre par empoisonnement à l'arsenic du chef de l'expédition Charles Francis Hall. Des preuves le désignent comme le coupable de l'assassinat.

## Biographie
En 1869, sur la suggestion d'August Petermann, Bessels rejoint en juillet 1870 l'expédition allemande au pôle Nord dans le but d'enquêter sur les îles du Spitzberg et de la Nouvelle-Zemble. En raison des conditions de glace défavorables, seule la première destination est atteinte. Au cours de l'expédition, des mesures hydrographiques sont effectuées et l'influence climatologique du Gulf Stream sur la côte est du Spitzberg est démontrée.
Après son retour dans son pays d'origine en 1870, il rejoint l'armée royale prussienne à temps pour la guerre franco-prussienne. Il est appelé sur le terrain comme chirurgien militaire et rend des services dans les hôpitaux, pour lesquels il reçoit une mention publique de Frédéric Ier, grand-duc de Bade.
En 1871, Bessels rejoint l'expédition polaire américain, mieux connue sous le nom d'expédition Polaris, commandée par l'explorateur américain Charles Francis Hall, qui vise à être le premier à atteindre le pôle Nord. Bessels est engagé comme médecin du bord et chef de l'équipe scientifique. 
Lui et Hall entrent rapidement en conflit. Lorsque Hall tombe malade en octobre 1871, Bessels reste à son chevet pendant plusieurs jours, apparemment pour administrer un traitement médical. Cependant, Hall le soupçonne de l'empoisonner et s'en confie à George Tyson. Il refuse tout contact ultérieur avec lui.
Après la mort de Hall plusieurs semaines plus tard, Bessels fait partie de ceux qui restent sur le Polaris alors que le groupe de Tyson est débarqué. Bessels et son groupe sont finalement contraints d'abandonner le navire, seront secourus et reviendront aux États-Unis en 1873.
Bessels et les autres membres survivants de l'équipage de l'expédition ont été interrogés par une commission d'enquête navale sur les événements qui ont conduit à la mort de Hall. La conclusion officielle est que Hall est mort de causes naturelles et a été traité par Bessels au mieux de ses capacités. Mais lors d'une enquête médico-légale sur les restes exhumés de Hall en 1969, des quantités mortelles d'arsenic ont été trouvées sous ses ongles, corroborant le témoignage de Tyson. 
À son retour, il travaille pour le Smithsonian Institution. Le plus important de ces résultats est la preuve que le Groenland est une île, déduite d'observations de marées et de la découverte de bois flotté de noyer, indiquant une connexion entre la mer du Groenland et la mer de Béring.
La publication des travaux était prévue pour un total de trois volumes, dont les deux premiers ont été écrits par Bessels. Cependant, seul le premier volume, Physical Observations, est édité, mais est retiré rapidement de la vente pour des erreurs et n'a jamais été réédité. Il projetait aussi un ouvrage sur les Inuits, mais tous ses manuscrits sont détruits par un incendie en 1885. 
Bessels envisaga plus tard de monter sa propre expédition en Arctique, mais décide finalement de ne pas le faire. En 1875, il participe à une autre expédition sur la côte nord-ouest américaine à bord du USS Saranac, mais le voyage doit être interrompu après le naufrage du navire dans le Seymour Narrows, entre l'île de Vancouver et le continent. En 1879, il publie Die amerikanische Nordpol-expedition, un récit de l'expédition Polaris. Cet ouvrage est traduit par l'historien William Barr et publié sous le titre Polaris: The Chief Scientist's Recollections of the American North Pole Expedition en 2016.
Il meurt d'un accident vasculaire cérébral à Stuttgart en 1888, à l'âge de 40 ans.